# Nobody Doesn't Like Amanda Lee
Nobody Doesn't Like Amanda Lee is de elfde aflevering van het vijfde seizoen van de televisieserie ER, die voor het eerst werd uitgezonden op 7 januari 1999.

## Verhaal
Dr. Greene raakt geïnteresseerd in het verleden van dr. Lee en zoekt oude verslagen van haar op. Dan ontdekt hij verontrustende feiten en het blijkt dat zij helemaal geen dokter is. Dr. Lee ontdekt de zoektocht van dr. Greene en zij sluit hem op in een behandelkamer en confronteert hem met haar gevoelens. Ondertussen wordt hij door een oude vriend van hem gevraagd voor een baan bij de NASA als astronaut. 
Dr. Benton krijgt de kleindochter van dr. Park onder zijn behandeling, zij treedt ook op als doventolk voor haar oma en moeder. 
Dr. Ross en Hathaway helpen Joi, een moeder met een terminaal ziek kind genaamd Ricky.  Dr. Ross krijgt ook een baanaanbod uit Portland.
Dr. Edson vraagt Lucy Knight mee voor een avondje uit, dit maakt dr. Carter jaloers. Er heerst meer romantiek in de lucht want ook Jeanie Boulet wordt uitgevraagd door politieagent Reggie Moore.
Dr. Weaver wordt gebeld door iemand die beweerd haar moeder te zijn, dit terwijl zij geadopteerd is.

## Rolverdeling

### Hoofdrollen
- Anthony Edwards - Dr. Mark Greene
- George Clooney - Dr. Doug Ross
- Noah Wyle - Dr. John Carter
- Eriq La Salle - Dr. Peter Benton
- Matthew Watkins - Reese Benton
- Laura Innes - Dr. Kerry Weaver
- Alex Kingston - Dr. Elizabeth Corday
- Mare Winningham - Dr. Amanda Lee
- John Aylward - Dr. Donald Anspaugh
- Matthew Glave - Dr. Dale Edson
- Phyllis Frelich - Dr. Lisa Parks
- Gloria Reuben - Jeanie Boulet
- Kellie Martin - Lucy Knight
- Julianna Margulies - verpleegster Carol Hathaway
- Ellen Crawford - verpleegster Lydia Wright
- Yvette Freeman - verpleegster Haleh Adams
- Lily Mariye - verpleegster Lily Jarvik
- Laura Cerón - verpleegster Chuny Marquez
- Gedde Watanabe - verpleger Yosh Takata
- Montae Russell - ambulancemedewerker Dwight Zadro
- Lyn Alicia Henderson - ambulancemedewerker Pamela Olbes
- Emily Wagner - ambulancemedewerker Doris Pickman

### Gastrollen (selectie)
- Julie Bowen - Roxanne Please
- Cress Williams - politieagent Reggie Moore
- Nancy Lenehan -  Edie Harvell
- Jeff Cahill - Tony Fig
- Tara Kleiger - Gwen
- Terrylene - moeder van Gwen
- Sara Mornell - Robin Gambrell
- Scott Mosenson - Michael Gambrell
- Valerie Mahaffey - Joi Abbott
- Kyle Chambers - Ricky Abbott